# Wolfgang Berghofer

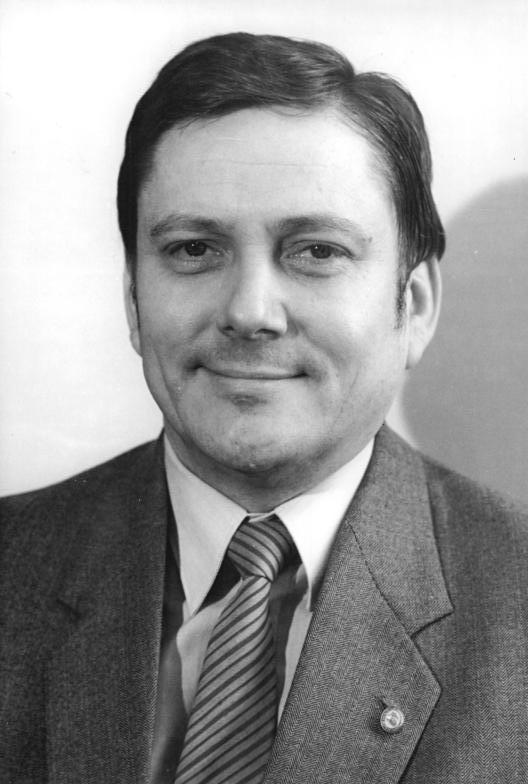
Wolfgang Berghofer (1986)

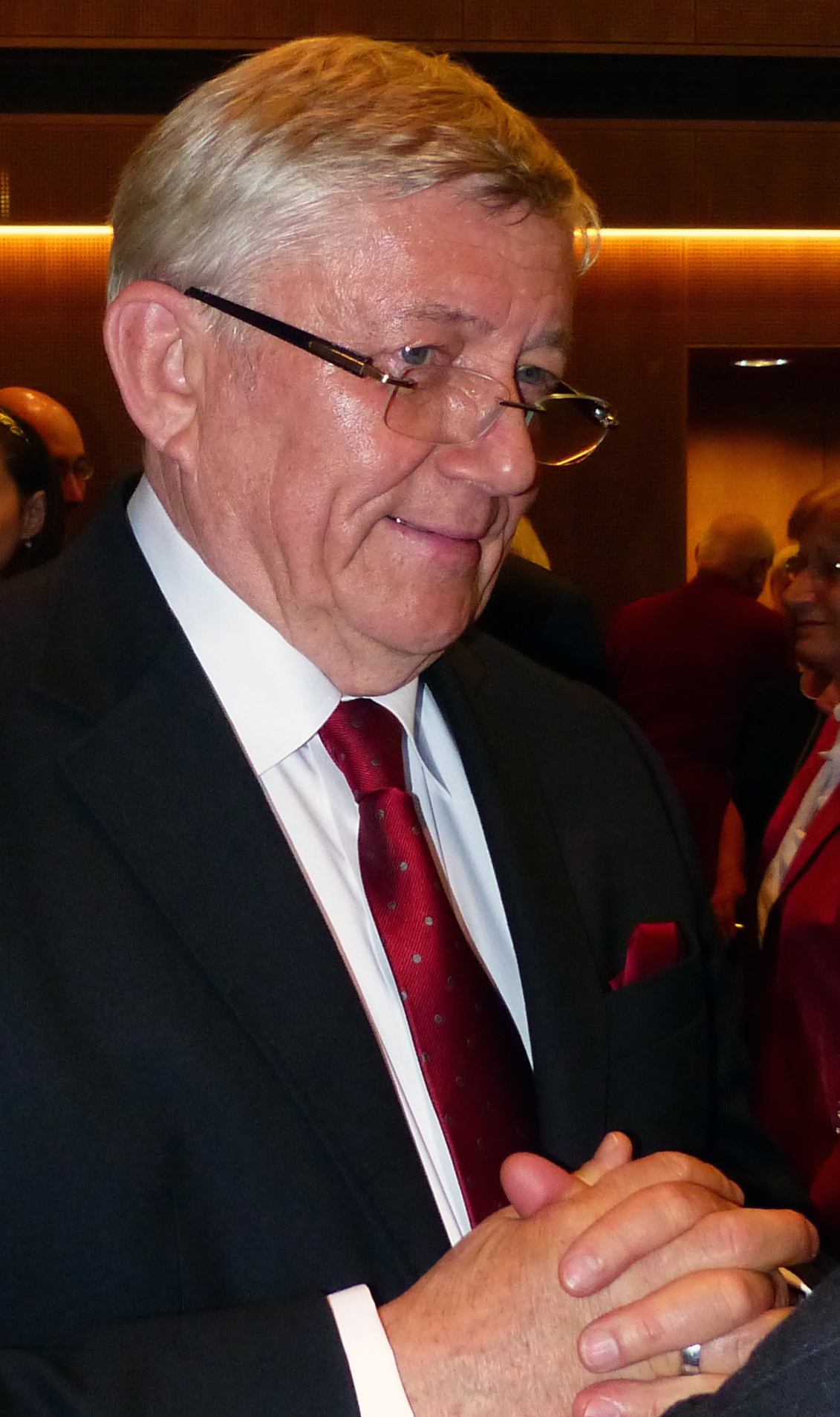
Wolfgang Berghofer (2015)

Wolfgang Berghofer (* 25. Februar 1943 in Bautzen) ist ein ehemaliger FDJ-Funktionär und SED-Politiker. Von 1986 bis 1990 war er Oberbürgermeister von Dresden.

## Leben
Als Kriegskind in der Oberlausitz geboren, wuchs Wolfgang Berghofer mit Mutter und Großeltern allein auf. Die Eltern ließen sich nach Kriegsende scheiden, die Mutter lebte dann meist vom Sohn getrennt in West-Berlin und blieb nach dem Mauerbau auch endgültig dort.
Berghofer absolvierte 1959 bis 1962 eine Ausbildung zum Maschinenbauer, arbeitete bis 1964 im Beruf und war bis 1967 Kreissportlehrer in Bautzen und stellvertretender Vorsitzender des DTSB, Kreisverband Bautzen. Er trat 1957 der FDJ und 1964 der SED bei. 1969/70 war er Student an der FDJ-Jugendhochschule „Wilhelm Pieck“ am Bogensee. Ab 1968 war er hauptamtlicher FDJ-Funktionär, seit 1970 beim Zentralrat der FDJ, wo er zunächst für die Westarbeit mitverantwortlich war, später wechselte er in die Organisation von Großveranstaltungen und war im Organisationskomitee X. Weltfestspiele 1973 in Berlin unter der Hauptabteilung Großveranstaltungen Abteilungsleiter „Tribunal“ sowie stellvertretender Leiter des Büros zur Vorbereitung der Weltfestspiele der Jugend und Studenten in Havanna. 1978 erhielt er den Orden Banner der Arbeit. Von 1971 bis 1981 war Berghofer als inoffizieller Mitarbeiter „Falk“ für das Ministerium für Staatssicherheit tätig. Er war ab 1978 Abteilungsleiter im Zentralrat der FDJ. 1983 bis 1985 absolvierte er ein Fernstudium an der Universität Rostock zum Diplom-Historiker.
Von 1986 bis 1990 war er als Nachfolger von Gerhard Schill Oberbürgermeister von Dresden und Abgeordneter des Bezirkstages. 1987 schloss er mit Klaus von Dohnanyi den Vertrag über die Städtepartnerschaft Hamburg-Dresden und erhielt den Vaterländischen Verdienstorden trotz scharfer Kritik aus dem SED-Politbüro.
Während der Wende und friedlichen Revolution 1989/90 galt Berghofer als einer der wenigen bekannten Reformsozialisten. Im Oktober 1989 war er Mitinitiator des Dresdner Dialogs mit der oppositionellen Gruppe der 20, verhinderte maßgeblich Repressalien an DDR-Oppositionellen und sprach sich für Veränderungen (Berghofer: „Wahlen müssen wieder richtige Wahlen werden“) und eine schnelle Lösung der Frage der Reisefreiheit aus. Im Dezember 1989 wurde er stellvertretender Vorsitzender der SED/PDS, aus der er im Januar 1990 unter Protest austrat. Er sah in der SED/PDS eine Partei, die nicht die Kraft habe, sich grundsätzlich zu ändern. Als die neue Sozialdemokratische Partei in der DDR ehemaligen SED-Mitgliedern eine Aufnahme versagte, endeten seine politischen Ambitionen abrupt und er wechselte als Manager in die Wirtschaft. 1990/91 war er zunächst Generalbevollmächtigter für die Häussler-Gruppe, Stuttgart, und ist seitdem als selbstständiger Unternehmensberater in Berlin tätig, zurzeit arbeitet er für die Flugzeugzulieferindustrie.
2001 kandidierte er als Parteiloser im zweiten Wahlgang für das Amt des Dresdner Oberbürgermeisters und erreichte 12,2 Prozent.
Wenige Tage vorher stellte er sein Buch Meine Dresdner Jahre vor, in dem er seine Sicht des Funktionierens des „Systems DDR/SED“ darlegt, schonte aber ehemalige SED-Funktionäre. Seiner Meinung nach lasse man allerdings zum Beispiel die Abteilungsleiter des ZK der SED, die eigentlichen und wirklichen DDR-Entscheidungsträger, sich aus ihrer Verantwortung stehlen.
Wolfgang Berghofer war bis 2017 Vorsitzender des Vorstandes der Betrieblichen Versorgungswerke für Unternehmen und Kommunen e. V. (BVUK).

## Privates
Wolfgang Berghofer lebt in Berlin-Marzahn. Er ist verheiratet und hat einen Sohn und eine Tochter.

## Beteiligung am Wahlbetrug
1990 wurde gegen Berghofer wegen der Manipulationen bei der DDR-Kommunalwahl am 7. Mai 1989 ermittelt. Das Dresdner Bezirksgericht verurteilte ihn 1992 wegen „Wahlfälschung und Anstiftung zur Wahlfälschung“ zu einem Jahr Freiheitsstrafe auf Bewährung und einer Geldstrafe von 36.000 DM. Nach Berghofers Revisionsantrag bestätigte der Bundesgerichtshof das Urteil. Auch eine Verfassungsbeschwerde brachte für ihn keinen Erfolg. Berghofer ist einer der wenigen SED-Spitzenpolitiker, die offen den Wahlbetrug in der DDR zugegeben haben.

## Veröffentlichungen
- Beitrag in Peter Neumann (Hrsg.): Träumen verboten. Aktuelle Stellungnahmen aus der DDR. Lamuv, Göttingen 1990, ISBN 3-88977-234-X.
- Meine Dresdner Jahre. Das Neue Berlin, Berlin 2001, ISBN 3-360-00951-7.
- Keine Figur im Schachspiel. Wie ich die „Wende“ erlebte. Edition Ost, Berlin 2014, ISBN 978-3-360-01854-0.
- Zwischen Wut und Verzweiflung. Nüchterne Bilanz nach 80 Jahren. Edition Ost, Berlin 2023, ISBN 978-3-360-02809-9.
- Deutschland braucht Veränderung. Machen statt meckern. Edition Ost, Berlin 2024, ISBN 978-3-360-02814-3.